# Pseudoschoenus inani
Pseudoschoenus es un género monotípico de plantas herbáceas perteneciente a la familia de las ciperáceas. Su única especie, Pseudoschoenus inani, es originaria de Canadá.

## Taxonomía
Pseudoschoenus inani fue descrita por  (Thunb.) Oteng-Yeb. y publicado en Notes from the Royal Botanic Garden, Edinburgh 33(2): 309. 1974.
Sinonimia
- Schoenus inanis Thunb.
- Scirpus inanis (Thunb.) Steud.
- Scirpus spathaceus Hochst.[3]